# 完顔光英
完顔 光英（かんがん こうえい、1150年5月3日 - 1161年）は、金の皇太子。女真名は阿魯補。海陵王の次男で、母は恵妃徒単氏（後の徒単皇后）。

## 生涯
天徳2年3月27日（1150年5月3日）に生まれ、天徳4年（1152年）2月、皇太子に立てられる。父から溺愛され、名を「英」、「英」を「鷹」と同音であると、名前が被る地名や役職をことごとく改名させたという。同月、健在な太祖の兵卒たちがみな皇宮に召され、賞賜を与えられた。その一人の忽里罕という老人は、自分の衣を太子に献じ、「臣は今年で100歳で、10人の男子があります。太子が臣と同じく長寿と多くの男子に恵まれますように」と言った。海陵王は大いに喜んで、自分の衣や刀を忽里罕に下賜した。
光英が狩りに出て獲物を得ると、海陵王は大いに喜んで馬や財産を下賜し、ある時には「太子が18歳になれば帝位を譲って遊び惚けるぞ」と言い、親征に出ようとした時、光英に衣服の袖を引っ張られて止められると海陵王も泣いてしまった。生涯にわたり殺伐としていた海陵王であったが、このように光英との間には父親らしい逸話を残している。
ただし、光英は父の所行について無批判ではなかったようである。ある時、侍臣に「孝経には3千もの罪があって不孝が重いという。何が不孝なのか？」と尋ねると、侍臣は「今の人々は博打や酒に興じて、父母の面倒を見ようとしない。みな不孝です」と答えた。すると光英は、しばらく黙り込んだ後に「此豈足為不孝耶」と述べた。『金史』では海陵王が嫡母である徒単氏を殺害した件を指していると解釈している。
正隆6年（1161年）、海陵王が南宋に遠征し、光英は南京（開封）留守についた。訛里也が太子少師兼河南路統軍使として光英の補佐もしくは護衛役としてついたが、軍変で海陵王が殺されると、光英はその訛里也の手にかかって殺害され、大房山の諸王墓地に葬られた。

## 伝記資料
- 『金史』巻82